# Dassault Falcon 7X
Dassault Falcon 7X je sodobno trimotorno poslovno letalo z fly-by-wire tehnologijo in side-stick-om francoskega proizvajalca Dassault Aviation. 7X je bil razvit v večjega Dassault Falcon 8X, ki je največje letalo tega proizvajalca v proizvodnji, v razvoju je še večji Dassault Falcon 10X. Zaradi treh motorjev letalo ni omejeno pri dolgih progah kot so dvomotorna letala na eno uro leta do najbližjega letališča (za primer odpovedi motorja) in lahko leti čez morje in ostala področja brez primernih letališč s tem je uporabnejši kot dvomotorna letala z ETOPS odobritvijo. Letalo so prvič predstavili javnosti na 2005 Paris Air Show Le Bourget Airport.
Doseg letala z osmimi potniki je okrog 11000 kilometrov. Letalo je tudi eno izmed hitrejših, saj ga trije motorji lahko poženejo do hitrosti 0.9 Mach oz. 516 vozlov ali 956 km/h. Doseže višino 15545 m ali 51000 ft, kar je največ od vseh civilnih letal, ki so v proizvodnji. 

## Specifikacije
Podatki iz Flight 2007 Pocket Guide to Business Aircraft ISBN 0-9554195-0-6
Splošne karakteristike
- Posadka: 2 do 3
- Število sedežev: Do 19 potnikov
- Dolžina: 23,19 m (76 ft 1 in)
- Razpon kril: 26,21 m (86 ft)
- Višina: 7,863 m (25 ft 8 in)
- Površina kril: 70,7 m² (761 ft²)
- Teža praznega letala: 15456 kg (34072 lb)
- Maks. vzletna teža: 31750 kg (70000 lb)
- Pogon letala: 3 × Pratt & Whitney Canada PW307A turbofan, 28,46 kN (6400 lbf) vsak

 Zmogljivost 
- Maks. hitrost: Mach 0,90 (515 vozlov, 593 mph, 953 km/h)
- Potovalna hitrost: 900 km/h (486 vozlov, 559 mph)
- Doseg: 5940 nm (6835 milj, 11000 km) s 8 potniki
- Višina leta: 15500 m (51000 ft)
- Obremenitev kril: 435 kg/m² (91 lb/ft²)

Letalska elektronika

- Falcon EASy in EASy 2